# Joichiro Tatsuyoshi
Joichiro Tatsuyoshi (辰吉 丈一郎, Tatsuyoshi Jōichirō) est un boxeur japonais né le 15 mai 1970 à Kurashiki.

## Carrière
Passé professionnel en 1989, il devient champion du Japon des poids coqs en 1990 puis champion du monde WBC de la catégorie le 19 septembre 1991 après sa victoire au 10e round face à Greg Richardson. Il perd son titre dès le combat suivant par arrêt de l'arbitre au 9e round contre Victor Rabanales le 17 septembre 1992. Tatsuyoshi s'incline également contre Yasuei Yakushiji et Daniel Zaragoza à deux reprises lors de trois autres championnats du monde avant de redevenir champion WBC des poids coqs le 22 novembre 1997 aux dépens de Sirimongkol Singwangcha. Vainqueur ensuite de Jose Rafael Sosa et Paulie Ayala, il perd sa ceinture le 29 décembre 1998 contre Veeraphol Sahaprom et met un terme à sa carrière en 2009 sur un bilan de 20 victoires, 7 défaites et 1 match nul.